# Бернштейн, Адам
А́дам Бе́рнштейн (англ. Adam Bernstein; род. 7 мая 1960) — американский режиссёр кино, видеоклипов и телевидения. За его работу над телешоу «Фарго» в 2014 году, он получил номинацию на премию «Эмми» за лучшую режиссуру мини-сериала, фильма или драматической программы. В 2007 году, он выиграл премию «Эмми» за лучший комедийный сериал за свою работу над сериалом «Студия 30».
Он родился в Принстоне, Нью-Джерси. Бернштейн женат на актрисе Джессике Хект с 1995 года. Он наполовину еврейского и наполовину итальянского происхождения. Бернштейн начал свою карьеру как аниматор. Он снял более семидесяти музыкальных клипов, включая "Love Shack" для B-52s, "Hey Ladies" для Beastie Boys и "Baby's Got Back" для Sir Mix-a-Lot. Вдобавок к пилотам «Фарго», «Студии 30», «Клиники», «Альфа-дома» и «Незнакомцев с конфеткой», Бернштейн снял множество эпизодов сериалов «Тюрьма Оз» и «Во все тяжкие».

## Телевидение
- Приключения Пита и Пита / The Adventures of Pete & Pete (1993)
- Незнакомцы с конфеткой / Strangers with Candy (1998)
- Убойный отдел / Homicide: Life on the Street (1999)
- Тюрьма Оз / Oz (1999–2003)
- Эд / Ed (2001–2003)
- Клиника / Scrubs (2001–2007)
- Убойная служба / The Job (2002)
- Красавцы / Entourage (2004)
- Дневники Бедфорда / The Bedford Diaries (2006) пилотный эпизод[6]
- Студия 30 / 30 Rock (2006) (Победа: Премия «Эмми» за лучший комедийный сериал)
- Во все тяжкие / Breaking Bad (2008–2012)
- Californication / Californication (2008–2014)
- Родители / Parenthood (2010)
- Сестра Джеки / Nurse Jackie (2010-2015)
- Смертельно скучающий / Bored to Death (2011)
- Бесстыдники / Shameless (2011)
- Обитель лжи / House of Lies (2012–2013)
- Фарго / Fargo (2014)
- Родословная / Bloodline (2015)
- Лучше звоните Солу / Better Call Saul (2015–2016)
- Изгои / Outsiders (2016–2017)
- Миллиарды / Billions (2019-2020)

## Избранные музыкальные видео
- 7 музыкальных видео — They Might Be Giants (1986-1992)
- "Love Shack" — The B-52's (1989)
- "Hey Ladies" — Beastie Boys (1989)
- "Baby Got Back" — Sir Mix-a-Lot (1992)
- "Headache" — Фрэнк Блэк (1994)
- "Alternative Girlfriend" — Barenaked Ladies (1995)

## Фильмы
- Эта кошмарная Пэт / It's Pat (1994)[7]
- Кровь с молоком / Six Ways to Sunday (1997) (также сценарист)[8]
- Агент под прикрытием / Bad Apple (2004)